# Ethan Hayter
Ethan Edward Hayter (Londen, 18 september 1998) is een Engels wielrenner, die het baan- en het wegwielrennen combineert. Anno 2025 is hij op de weg actief voor Soudal Quick-Step.

## Biografie
Al van bij de jeugdreeksen combineerde Hayter zowel het baan- als het wegwielrennen. Als junior won hij in 2015 Kuurne-Brussel-Kuurne en werd hij tweede in zowel de Guido Reybrouck Classic als Gent-Wevelgem. Bij de Beloftencategorie won hij in 2019 twee etappes in de Girobio en één rit in de Ronde van de Toekomst.
In 2018 werd hij, samen met Ed Clancy, Kian Emadi en Charlie Tanfield, wereldkampioen ploegenachtervolging. In 2021 en 2022 werd hij wereldkampioen omnium.
Sinds 1 januari 2020 komt hij als profwielrenner uit voor het Britse UCI World Tour team: INEOS Grenadiers. Bij deze ploeg had hij tussen augustus en eind 2018 ook al stage gelopen. In 2023 nam Hayter voor het eerst in zijn carrière niet deel aan professionele baanwedstrijden. In januari 2024 won hij goud op het Europees kampioenschap baanwielrennen op de onderdelen omnium en ploegenachtervolging.

## Palmares

### Wegwielrennen

#### Overwinningen
2019 - 2 zeges
2e etappe À travers les Hauts de France
Eindklassement À travers les Hauts de France
2020 - 1 zege
Ronde van de Apennijnen
2021 - 10 zeges
3e etappe Internationale Wielerweek
2e etappe Ronde van de Algarve
2e en 5e etappe Ruta del Sol
1e en 2e etappe Ronde van Noorwegen
Eindklassement Ronde van Noorwegen
3e (TTT) en 5e etappe Ronde van Groot-Brittannië
 Brits kampioen tijdrijden, Elite
2022 - 6 zeges
2e etappe Internationale Wielerweek
Proloog (ITT) en 2e etappe Ronde van Romandië
Puntenklassement Ronde van Romandië
2e etappe Ronde van Noorwegen
 Brits kampioen tijdrijden, Elite
 Eindklassement Ronde van Polen
2023 - 3 zeges
1e etappe Ronde van het Baskenland
2e etappe Ronde van Romandië
Puntenklassement Ronde van Romandië
Jongerenklassement Ronde van Guangxi
2024 - 1 zege
 Brits kampioen op de weg, Elite
2025 - 2 zeges
3e etappe (ITT) Ronde van België
 Brits kampioen op de weg, Elite

#### Resultaten in voornaamste wedstrijden
| Jaar | Ronde van Italië | Ronde van Frankrijk | Ronde van Spanje |
| ---- | ---------------- | ------------------- | ---------------- |
| 2020 |                  |                     |                  |
| 2021 |                  |                     |                  |
| 2022 |                  |                     | opgave           |
| 2023 |                  |                     |                  |
| 2024 |                  |                     |                  |
| 2025 | 136e             |                     |                  |

| Jaar | Milaan-San Remo | Gent-Wevelgem | Ronde van Vlaanderen | Luik-Bast.‑Luik | Ronde van Lombardije | Waalse Pijl |  | WK op de weg |
| ---- | --------------- | ------------- | -------------------- | --------------- | -------------------- | ----------- |  | ------------ |
| 2020 |                 | opgave        |                      | 70e             |                      | 60e         |  | 86e          |
| 2021 |                 |               | 54e                  |                 |                      |             |  | 35e          |
| 2022 | 56e             |               |                      |                 |                      |             |  | 9e           |
| 2023 |                 |               |                      |                 |                      |             |  |              |
| 2024 |                 |               |                      | 75e             | opgave               | opgave      |  |              |
| 2025 |                 |               |                      |                 |                      |             |  |              |

### Baanwielrennen
| Jaar     | BK                                                                                | EK                                         | WK                                          | WB                             | Overig |          |
| Junioren | Junioren                                                                          | Junioren                                   | Junioren                                    | Junioren                       | Junioren                                                                                                   | Junioren |
| -------- | --------------------------------------------------------------------------------- | ------------------------------------------ | ------------------------------------------- | ------------------------------ | --- | -------- |
| 2015     | achtervolging · puntenkoers                                                       |                                            |                                             |                                | |          |
| 2016     |                                                                                   | ploegenachtervolging · omnium              | ploegenachtervolging                        |                                | |          |
| Beloften |                                                                                   |                                            |                                             |                                | |          |
| 2017     |                                                                                   | ploegenachtervolging · puntenkoers         |                                             |                                | 6daagse Berlijn                                                                                            |          |
| 2018     |                                                                                   | omnium · ploegkoers                        |                                             |                                | |          |
| Elites   |                                                                                   |                                            |                                             |                                | |          |
| 2016     | ploegkoers                                                                        |                                            |                                             |                                | |          |
| 2017     | ploegkoers · scratch · omium · ploegenachtervolging · puntenkoers · achtervolging |                                            |                                             |                                | Track Cycling Challenge Grenchen: omnium                                                                   |          |
| 2018     | ploegenachtervolging · achtervolging                                              | omnium · ploegkoers · ploegenachtervolging | ploegenachtervolging                        | Londen: · ploegenachtervolging | Gemenebestspelen: · ploegenachtervolging · puntenkoers · GP of Poland Pruszków: · ploeg- en puntenkoers    |          |
| 2019     | omnium · scratch                                                                  | ploegenachtervolging                       | ploegenachtervolging · omnium               | Glasgow: · ploegkoers          | Dublin Track Cycling International: omnium en puntenkoers Cottbuser Nächte: puntenkoers, omnium en scratch |          |
| 2020     |                                                                                   |                                            |                                             | Milton: · ploegkoers           | |          |
| 2021     |                                                                                   |                                            | omnium · ploegenachtervolging               |                                | Olympische Spelen: · ploegkoers                                                                            |          |
| 2022     |                                                                                   |                                            | ploegenachtervolging · omnium · koppelkoers |                                | |          |
| 2023     |                                                                                   |                                            |                                             |                                | |          |
| 2024     |                                                                                   | omnium · ploegenachtervolging              | ploegenachtervolging                        |                                | Olympische Spelen: · ploegenachtervolging                                                                  |          |

## Ploegen
- 2020 –  Team INEOS
- 2021 –  INEOS Grenadiers
- 2022 –  INEOS Grenadiers
- 2023 –  INEOS Grenadiers
- 2024 –  INEOS Grenadiers
- 2025 –  Soudal Quick-Step

Amador · Basso · Bernal · Carapaz  · Castroviejo · Dennis   · Doull · Dunbar · Froome · Ganna   · Geoghegan Hart · Gołaś · Hayter · Henao · Kiryjenka (t/m 31 januari) · Knees · Kwiatkowski · Lawless · Moscon · Narváez · Puccio · Rivera · Rodriguez · Rowe · Sivakov · Sosa · Stannard · Swift · Thomas · Van Baarle · Wurf (vanaf 1 februari)
Amador · Van Baarle · Basso · Bernal · Carapaz  · Castroviejo · De Plus · Dennis · Doull · Dunbar · Ganna     · Geoghegan Hart · Gołaś · Hayter · Henao · Kwiatkowski · Martínez · Moscon · Narváez · Pidcock (vanaf 1 februari) · Porte ·  Puccio · Rivera · Rodriguez · Rowe · Sivakov · Sosa · Swift · Thomas · Wurf · Yates · Plapp (stagiair)
Amador · Bernal · Carapaz  · Castroviejo · De Plus · Dunbar · Fraile · Ganna   · Geoghegan Hart · E. Hayter · Heiduk · Kwiatkowski · Martínez · Narváez · Pidcock · Plapp · Porte ·  Puccio · Rivera · Rodriguez · Rowe · Sheffield · Sivakov · Swift · Thomas · Tulett · Turner · Van Baarle · Viviani · Wurf · Yates · L. Hayter (stagiair)